# 43-я механизированная бригада
43 механизированная бригада — механизированная бригада РККА СССР во время Великой Отечественной войны.
Была создана в сентябре 1942 года в составе 2 механизированного корпуса (2-го формирования). Участвовала в Севской наступательной операции.
В июле 1943 года была переформирована в 26-ю гвардейскую механизированную бригаду.

## Подчиненные
215 танковый полк

## Командование
09.09.1942 — 18.01.1943 Тимохин Семён Гаврилович
27.01.1943- 26.07.1943 Баринов Давид Маркович 